# جزيرة سوينز
جزيرة سوينز (/ˈsweɪnz/; بالتوكلوية: Olohega [oloˈhɛŋa]; بالساموية: Olosega [oloˈsɛŋa]) هي جزيرة مرجانية نائية في مجموعة جزر توكيلاو البركانية في جنوب المحيط الهادئ. تُدار كجزء من ساموا الأمريكية منذ عام 1925، وتخضع الجزيرة لنزاع إقليمي مستمر بين توكيلاو والولايات المتحدة.
كانت جزيرة سوينز مملوكة للقطاع الخاص لعائلة إيلي هاتشينسون جينينغز منذ عام 1856، وقد أُستخدمت لزراعة جوز الهند واستخراج لبها وتجفيفه حتى عام 1967. لم تكن مأهولة بشكل دائم منذ عام 2008، ولكن لا يزال يزورها أفراد من عائلة جينينغز وباحثون علميون ومشغلو الراديو الهواة.
تقع الجزيرة على بعد 180 كم (97 ميل بحري; 112 ميل) جنوب فاكاوفو (توكيلاو) و300 كم (162 ميل بحري; 186 ميل) شمال سافاي (ساموا). تبلغ مساحة الأرض 2.43 كيلومتر مربع (0.94 ميل مربع)، وتبلغ المساحة الإجمالية بما في ذلك البحيرة الشاطئة 3.5 كيلومتر مربع (1.4 ميل مربع).